# Candia dei Colli Apuani Vin Santo
Il Candia dei Colli Apuani Vin Santo è un vino DOC la cui produzione è consentita nella provincia di Massa-Carrara.

## Caratteristiche organolettiche
- colore: dal paglierino all'ambrato più o meno intenso
- odore: etereo, intenso, aromatico
- sapore: dal secco all'amabile, armonico

## Produzione
Provincia, stagione, volume in ettolitri
- nessun dato disponibile